# Flinders Group
Le Flinders Group sono un gruppo di sette isole continentali 25 km a ovest di Cape Melville lungo la costa settentrionale del Queensland, in Australia. Appartengono alla Local government area della Contea di Cook; costituiscono il Flinders Group National Park che è compreso nel parco della Grande barriera corallina.

## Le isole
Il gruppo di isole si trova vicino alla Princess Charlotte Bay, 11 km a nord di Bathurst Heads e 340 km a nord di Cairns, sulla parte orientale della penisola di Capo York. La superficie totale delle isole è di circa 30 km²'.
- Flinders Island (Wurriima), l'isola maggiore.
- Stanley Island (Yindayin)[2], la seconda per grandezza, ha un'area di 8,4 km²[3]. Porta il nome del capitano Owen Stanley (1811-1850)[4], comandante in capo della HMS Rattlesnake.[5]
- Blackwood Island, ha un'area di 1,6 km²[6]. Porta il nome del capitano Francis Price Blackwood[7], comandante della HMS Fly.[8]
- Maclear Island, ha un'area di 0,08 km²[9]. Porta il nome del tenente John P. Maclear[10], ufficiale sulla HMS Alert.[11]
- Denham Island, è la più meridionale del gruppo, ha un'area di 3,9 km²[12]. Porta il nome del capitano Henry Mangles Denham (1800-1887)[13], comandante della HMS Herald.[14]
- King Island (Erobin), si trova a nord-est di Flinders Island. Porta il nome dell'ammiraglio Phillip Parker King.[15]
- Clack Island (Ngurromo), che ha restrizioni d'accesso[16], è la più settentrionale; ha un'area di 0,21 km²[17]. L'isola ha un posto importante nel rituale e nella mitologia aborigena e ha anche un gran numero di dipinti.[18]